# Galium elongatum
Galium elongatum là một loài thực vật có hoa trong họ Thiến thảo. Loài này được C.Presl mô tả khoa học đầu tiên năm 1822.